# Нижньорейнська рівнина
51°32′10″ пн. ш. 6°21′37″ сх. д. / 51.5361° пн. ш. 6.3602° сх. д.
Нижньорейнська рівнина (нім. Niederrheinisches Tiefland) — один із природних регіонів Німеччини, розташований на обох берегах Рейну на північ від міста Дюссельдорф.

## Географія
Нижньорейнська рівнина межує на півдні із Нижньорейнською і Кельнською низовиною, на південному сході з Бергішес-Ланд, на сході та північному сході з Вестфальською низовиною і на заході з Нідерландами.
Нижньорейнська рівнина має терасований ландшафт, за винятком теренів де рівні тераси перериваються різними елементами, такими як V-подібні долини, заплави, старі річища або кінцеві моренні хребти Нижнього Рейну. 
Нижче Калькара і Міллінгена заплава переходить у Нижньорейнські болота. 

Майже всюди висота місцевості нижче 100 м над рівнем моря.

## Геологія
Геологічно Нижньорейнська рівнина є північним продовженням Нижньорейнської низовини, її утворення пов'язано з відкладеннями за останні 30 мільйонів років, що призвело до утворення відкладень і шарів осадових порід на цій рівнині товщиною до 1300 м.

## Клімат
Річна кількість опадів становить 700 — 750 мм, а середньорічна температура становить 9,5 — 10,5 °C. 
Цей регіон має переваги «північноатлантичного» клімату з м’якою зимою та тривалим вегетаційним періодом.